# Costa-Rica-Molly
Der Costa-Rica-Molly (Poecilia gillii) ist ein Vertreter der lebendgebärenden Zahnkarpfen und der häufigste Süßwasserfisch Costa Ricas.

## Merkmale
Exemplare des Costa-Rica-Mollys aus Brackwasserpopulationen erreichen eine Länge von bis zu 10,5 cm, in höher liegenden Gewässern bleiben die Fische deutlich kleiner. Der Kärpfling zeigt sich in seinem großen Verbreitungsgebiet recht variabel. Kopf und Körper der Fische sind grau und schimmern im Licht bläulich. Zahlreiche Reihen gelber Punkte befinden sich auf den Körperseiten, bei Weibchen aus Brackwasserpopulationen können die Punkte auch schwarz sein. Die Rückenflosse besitzt am Ansatz schwarze Punkte oder Flecken und ist bei manchen Männchen verlängert. Der Ansatz der Schwanzflosse ist variabel schwarz pigmentiert, von einzelnen Punkten über unregelmäßige Flecken bis hin zu einem großen, zusammenhängenden Fleck. Die Schwanzflosse mancher Männchen ist gelb gerandet. Die anderen Flossen sind gelblich gefärbt.

## Vorkommen und Lebensweise
Der Molly besiedelt einen großen Teil Mittelamerikas. Er kommt sowohl an der pazifischen Abdachung zwischen Guatemala und Panama sowie an der atlantischen Abdachung zwischen Honduras und Kolumbien vor. Er besiedelt alle Arten von Gewässern von der Brackwasserzone bis in Höhen von über 1000 m. In Costa Rica bewohnt er Sümpfe, Bäche und Flachgewässer, die größten Populationen gibt es dabei in stehenden Gewässern. Costa-Rica-Mollys halten sich meist in Bodennähe auf, wo sie auf der Suche nach Nahrung den Schlamm durchwühlen. Sie ernähren sich hauptsächlich von Algen und Detritus. Die Wassertemperaturen betragen zwischen 19 und 37 °C.
Weibchen des Costa-Rica-Mollys bringen ungefähr alle 30 Tage lebende Junge zur Welt. Die Vermehrung erfolgt durchgängig über das Jahr, die meisten Jungfische gibt es im August.

## Systematik
Aufgrund der variablen Erscheinung wurden bereits einige Arten beschrieben, die später zu Synonymen von Poecilia gillii erklärt wurden, ebenso wurde auch schon Poecilia gillii zum Synonym des Spitzmaulkärpflings (Poecilia sphenops) erklärt. Neben Poecilia sphenops sind Poecilia salvatoris und Poecilia mexicana nahe verwandte Arten.